# 獵魔士：狼之惡夢
《猎魔士：狼之噩梦》，是2021年美国Netflix出品、Studio Mir制作，由Kwang Il Han執導，Theo James 等人配音的动画电影 ，该电影主要讲述的是《猎魔人》系列主角杰洛特的老师 – 維瑟米爾年轻的时候发生的故事，该影片于2021年8月23日发布。

## 剧情
维瑟米尔年轻的时候为了摆脱贫困的生活，于是成为了猎魔人。
在一次做任务的时候，意外的遇到了很多奇怪的事情，并且他通过这些事情意外的得知了很多不可思议的事情，而与此同时，他也从这些事情中开始直视自己的心魔……
故事的最后，他决定让一些孩子来通过自己的选择，成为猎魔人，而刚好，这些孩子中的杰洛特，决定成为猎魔人……

## 配音员
- 金·波德尼亚
- 西奥·詹姆斯
- 劳拉·普沃
- 格拉汉姆·麦克泰维什
- 玛丽·麦克唐奈

## 備註
1. ↑  . Games Radar.   [January 31, 2021]. （原始内容存档于2021-01-31）.
2. ↑  Darcy, Ann. . Showbiz Cheat Sheet. February 9, 2020  [January 11, 2021]. （原始内容存档于2020-07-27） （美国英语）.
3. ↑  . 2020-01-28  [2021-11-12]. （原始内容存档于2021-11-12）.